# Associação Novo Macau
Die Associação Novo Macau (auch Associação de Macau Novo, portugiesisch für Verband „Neues Macau“; chinesisch 新澳門學社) ist eine politische Partei in der Sonderverwaltungszone Macau der Volksrepublik China. Seit der Parlamentswahl 2017 ist Sulu Sou Ka Hou der einzige Abgeordnete der Partei in der Gesetzgebenden Versammlung von Macau.

## Geschichte
Am 10. Juli 1992 wurde die Associação Novo Macau als politische Plattform gegründet, noch während der portugiesischen Souveränität über Macau. Nach der Übertragung der Souveränität über Macau an die Volksrepublik China profilierte sich die Organisation als Teil des Pro-Demokratie-Lagers und setzte sich für Demokratie, einen guten Lebensunterhalt der Menschen und gegen Korruption ein. Vor der Parlamentswahl 2013 beauftragte der damalige Vorsitzende Jason Chao den Politiker Zhang Shujian, die Wahl und die Kandidatenaufstellung zu koordinieren. Die Bestimmung durch eine Einzelperson stieß auch innerhalb der Organisation auf Widerstand. Zudem änderte sich spätestens im Jahr 2014 mit der Wahl von Sulu Sou Ka Hou zum neuen Vorsitzenden die Außenwirkung der Organisation. Dies führte unter anderem dazu, dass die beiden Abgeordneten für die Associação Novo Macau António Ng und Au Kam San Distanz zur Associação Novo Macau herstellten und zwar Mitglied blieben, sich jedoch immer mehr als unabhängigere Abgeordnete sahen.
Nach 2014 entwickelte sich die Associação Novo Macau stärker zu einem Sammelpunkt junger politischer Aktivisten, die für mehr Demokratie eintreten und sich für Macau ein stärkeres Pro-Demokratie-Lager wie in Hongkong mit der Regenschirm-Bewegung wünschen. Auch Sulu Sou Ka Hou, der damalige Vorsitzende und heute einzige Abgeordnete der Associação Novo Macau, ist nach der Parlamentswahl 2017 der jüngste Abgeordnete in der Gesetzgebenden Versammlung geworden. Diese Wandlung in der Politik der Organisation brachte Au Kam San 2016 und letztendlich auch António Ng 2017 dazu, die Organisation nach internen Differenzen endgültig zu verlassen. Au Kam San erklärte in einer E-Mail, dass der Druck auf Politiker zu groß wird, wenn eine Organisation wie die Associação Novo Macau die Demokratie in einem konservativen System wie dem politischen System Macaus fördert. Da das Pro-Peking-Lager in Macau viel stärker ist als in Hongkong, ist es leichter, Demokratie abzubauen und Druck auf oppositionelle Politiker aufzubauen. Auch hat das Pro-Demokratie-Lager in Macau nur geringen Rückhalt in der Bevölkerung, die Zivilgesellschaft ist vergleichsweise schwach.

## Ausrichtung
Die Associação Novo Macau setzt sich in Macau insbesondere für mehr Demokratie ein. Konkret bedeutet das, dass der Regierungschef Macaus nicht mehr von einem Wahlkomitee, sondern von der gesamten Bevölkerung gewählt werden soll. Außerdem sollen auch alle der 33 Sitze in der Gesetzgebenden Versammlung direkt vom Volk gewählt werden, aktuell sind es nur 14. Zu weiteren Kernthemen gehören heute sowohl die Wahrung der Pressefreiheit, allgemeine Menschen- und Bürgerrechte als auch Umweltschutzpolitik.
Grundsätzlich sieht sich die Associação Novo Macau als Stimme für mehr Demokratie, Rechtsstaatlichkeit und eine liberale Demokratie. Innerhalb des Pro-Demokratie-Lagers war die Associação Novo Macau über Jahre hinweg die einflussreichste Organisation, der interne Streit und das Austreten zweier wichtiger Parlamentarier hat den Einfluss allerdings etwas verringert. Gerade die Neuausrichtung durch junge politische Aktivisten hat der Organisation allerdings auch ein neues Erscheinungsbild gegeben. Durch diesen Aktivismus lassen sich einige Forderungen der Associação Novo Macau auch als radikaldemokratisch bezeichnen. Im politischen Spektrum werden dabei verschiedene Orientierungen umfasst. Das Spektrum reicht dabei von linken Politikern bis in die politische Mitte.
Extremere Forderungen wie Unabhängigkeitsbestrebungen wie in Hongkong lehnt die Organisation ab.

## Wahlen
| Wahl | Stimmen | Anteil  | Sitze | Anmerkungen                                                                           |
| ---- | ------- | ------- | ----- | ------------------------------------------------------------------------------------- |
| 1992 | 3.412   | 12,39 % | 1     | erstmals angetreten                                                                   |
| 1996 | 6.331   | 8,73 %  | 1     |                                                                                       |
| 2001 | 16.961  | 20,95 % | 2     |                                                                                       |
| 2005 | 23.489  | 18,81 % | 2     |                                                                                       |
| 2009 | 27.448  | 19,35 % | 3     | mit zwei Wahllisten angetreten                                                        |
| 2013 | 23.041  | 15,73 % | 2     | mit drei Wahllisten angetreten                                                        |
| 2017 | 9.213   | 5,34 %  | 1     | mit einer Wahlliste angetreten, Au Kam San und António Ng traten mit eigener Liste an |